# Mixtur (Musik)
Als Mixtur wird die Parallelführung aller Töne eines Akkordes bezeichnet. Dabei kann die Akkordstruktur mit einer Melodie versehen sein, sie kann aber auch allein zur Harmonisierung einer eigenständigen Melodielinie dienen. Eine einfachere Variante findet sich im Fauxbourdon oder auch beim Close-harmony-Prinzip, die Mixturtechnik tritt aber in allen Epochen auf und kann auf sämtliche Arten von Mehrklängen angewendet werden.
Der Terminus leitet sich vom Prinzip der gemischten Stimmen bzw. Klangkronen im Registerwerk einer Orgel ab, das häufig ebenfalls als Mixtur bezeichnet wird. Ein solches Orgelregister funktioniert stets als reale Mixtur.

## Arten
Es lassen sich im Wesentlichen drei verschiedene Möglichkeiten zur Ausführung einer Mixtur unterscheiden:
- Tonale Mixtur: Hierbei orientieren sich alle Töne bei der Parallelführung am Tonvorrat der gegebenen Tonart. Dementsprechend variieren die jeweiligen Intervalle: Eine aufwärtsgeführte Quarte bleibt häufig rein, wird aber vereinzelt zum Tritonus; eine abwärtsgeführte Terz erscheint sowohl in großer als auch in kleiner Form; ein anfänglicher Durakkord tritt bei der Verschiebung auch als Moll und als vermindert auf. Die genannten Beispiele beziehen sich auf eine Dur-Moll-Tonalität; die Mixtur kann aber auch bei einem Stück auftreten, das auf Kirchentonarten, einer akustischen Tonalität oder anderen Tonvorräten basiert.
- Reale Mixtur: Wird die reale Mixtur angewandt, bleiben auch sämtliche Intervallabstände stets gleich. Eine kleine Sexte bleibt in den einzelnen Transpositionen immer eine kleine Sexte, ein Durakkord immer ein Durakkord. Häufig verläuft die Verschiebung chromatisch, sie kann aber durchaus sprunghaft oder entlang einer Tonleiter verlaufen. Oft bietet sich an, das musikalische Geschehen mit einem Orgelpunkt zu unterlegen, nicht zuletzt um das tonale Zentrum zu sichern.
- Variierte Mixtur: Diese Ausführungsmöglichkeit stellt quasi eine Mischvariante dar. Die Akkordstruktur bleibt gleich, die Intervallverhältnisse können allerdings beliebig selbst bestimmt werden. Eine gemeinsame Tonalität muss nicht, kann jedoch gegeben sein. So kann ein Vierklang in dritter Umkehrung seine ursprüngliche Gestalt behalten, wird aber bei der einen Transposition willkürlich als Moll, bei der anderen als Dur notiert, und bricht während des ganzen Prozesses aus seiner ursprünglichen Tonart aus. Die variierte Mixtur erscheint erst im 20. Jahrhundert.